# 国策ホテル
国策ホテル（こくさくホテル）は、鉄道省主導のもと、1930年代から1940年代にかけて各地に建設されたホテルである。ホテルの開発・整備は地方自治体が行い、大日本帝国の国際観光政策として大蔵省からの低利融資が受けられた。国際観光ホテル（こくさいかんこうホテル）とも称される。

## 概要
1930年(昭和5年)、輸入超過であった国際貸借改善の一方策として外客(インバウンド)の誘致に着目して当時の内閣が創設した鉄道省国際観光局は、大蔵省の低利融資（預金部資産）を斡旋し、地方自治体に対して回遊経路や観光地とされた立地へのホテル整備を促した。この施策により1933年(昭和8年)から1940年(昭和15年)の8年間に、全国で15の観光ホテルが整備された。従来の和風旅館ではなく洋風のホテルの整備を明確に求めたのが特徴で、対象となるホテルは、1930年の警視庁通牒「ホテル及飲食店兼業ニ関スル件」をベースとしたホテルの定義に従う必要があったとされる。
1941年(昭和16年)に太平洋戦争に突入したことにより本政策は頓挫し、戦後は米国進駐軍に接収されるなどの影響で、その存在価値を十分に発揮できずに終わった。
旧国策ホテルの一つであるホテルニューグランドの呼びかけが発端となり、1997年(平成9年)11月9日に「日本クラシックホテルの会」が設立された。9つのホテルが加盟し、このうち旧国策ホテルはホテルニューグランド、川奈ホテル、蒲郡クラシックホテルおよび雲仙観光ホテルの4件である。

## ホテル
| 施設名称 (現在の施設名称等)                         | 所在地 (現在の住居表示)                           | 開業時期   | 融資額 工事費 [千円] | 運営(開業時)         | 接収解除年 | 政府 登録番号 | 備考 |
| --------------------------------------------------- | ------------------------------------------------- | ---------- | -------------------- | -------------------- | ---------- | ------------- | --- |
| 長野県立上高地ホテル (上高地帝国ホテル)             | 長野県南安曇郡安曇村 (長野県松本市)               | 1933/10/06 | 250 300              | 帝国ホテル           | 1948年     | H0001         | 1977年、建替により当時の施設は滅失。 安曇・沢渡にある「上高地ホテル」とは異なる。                                              |
| 蒲郡町立蒲郡ホテル (蒲郡クラシックホテル)           | 愛知県宝飯郡蒲郡町 (愛知県蒲郡市)                 | 1934/03/01 | 300 444              | 常磐館               | 1952年     | H1157         | 蒲郡プリンスホテル(1987～2012年)。国有形文化財(2022年2月登録)。 三谷(みや)にある「蒲郡ホテル」とは異なる。                     |
| 横浜市有ホテルニューグランド (ホテルニューグランド) | 神奈川県横浜市 (神奈川県横浜市)                   | 1934/05/11 | 150 ---              | ホテルニューグランド | 1952年     | H0006         | 開業は1912年12月。新築ではなく改築。                                                                                           |
| 滋賀県立琵琶湖ホテル (びわ湖大津館)                 | 滋賀県大津市 (滋賀県大津市)                       | 1934/11/01 | 300 465              | 琵琶湖ホテル         | 1957年     | H0030         | 琵琶湖ホテルは1998年に現在地に移転。 旧ホテル建屋は2002年から現在施設として営業中。                                            |
| 大阪市立新大阪ホテル (住友中之島ビル)               | 大阪府大阪市 (大阪府大阪市)                       | 1935/01/16 | 4,100 5,740          | 新大阪ホテル         | 1952年     |               | 1973年閉鎖、滅失。後継はリーガロイヤルホテル(大阪)。 東淀川区にある「ホテル新大阪」とは異なる。                                |
| 長崎県立雲仙観光ホテル (雲仙観光ホテル)             | 長崎県南高来郡小浜町 (長崎県雲仙市)               | 1935/10/10 | 300 520              | 雲仙観光ホテル       | 1950年     | H0029         | 国有形文化財(2003年1月登録)。 親会社の堂島ビルヂングが経営(1944～2020年)。                                                     |
| 唐津市立唐津シーサイドホテル (唐津シーサイドホテル) | 佐賀県唐津市 (佐賀県唐津市)                       | 1936/04/01 | 100 130              | 共進亭ホテル         | 1952年     | H0199         | 1963年、建替により当時の施設は滅失。 経営母体は戦後昭和自動車→DHCと変遷。 2023年12月にシャトレーゼホールディングス傘下となる。 |
| 山梨県立富士ビューホテル (富士ビューホテル)         | 山梨県南都留郡勝山村 (山梨県南都留郡富士河口湖町) | 1936/06/15 | 250 376              | 富士屋ホテル         | 1958年     | H0025         | 1985年、建替により滅失。 |
| 静岡県立川奈ホテル (川奈ホテル)                     | 静岡県伊東市 (静岡県伊東市)                       | 1936/12/06 | 800 1,140            | 川奈ホテル           | 1952年     | H0017         | ゴルフ場(大島コース)も接収。 2002年からプリンスホテルが経営。                                                                  |
| 名古屋市立名古屋観光ホテル (名古屋観光ホテル)       | 愛知県名古屋市 (愛知県名古屋市)                   | 1936/12/16 | 1,300 1,675          | 名古屋観光ホテル     | 1956年     | H0021         | 1970年、建替のため閉鎖、滅失。                                                                                                 |
| 長野県立志賀高原温泉ホテル (志賀高原歴史記念館)     | 長野県下高井郡平穏村 (長野県下高井郡山ノ内町)     | 1937/01/01 | 300 399              | 京都ホテル           | 1952年     |               | 1960年に「志賀高原ホテル」に改称。 旧ホテル建屋は2002年から現施設として営業。                                                  |
| 宮城県立松島ニューパークホテル (宮城県立松島公園)   | 宮城県宮城郡松島町 (宮城県宮城郡松島町)           | 1937/07/22 | 300 ---              | 五百木竹四郎         | －         |               | 開業した1940年に焼失。 隣接する松島パークホテルは1913年開業(1969年廃業)。                                                      |
| 新潟県立赤倉観光ホテル (赤倉観光ホテル)             | 新潟県中頸城郡妙高村 (新潟県妙高市)               | 1937/12/12 | 300 637              | 帝国ホテル           | 1956年     | H0194         | 創業当時の建物は1965年に焼失し、1年後に再建。                                                                                  |
| 熊本県立阿蘇観光ホテル (廃屋)                       | 熊本県阿蘇郡長陽村 (熊本県阿蘇郡南阿蘇村)         | 1939/07/22 | 250 1,510            | 大阿蘇観光道路       | 1950年     |               | 1964年に焼失。 2000年に廃業。                                                                                                  |
| 栃木県立日光観光ホテル (中禅寺金谷ホテル)           | 栃木県上都賀郡日光町 (栃木県日光市)               | 1940/07/16 | 250 317              | 金谷ホテル           | 1957年     | H0012         | 1965年に「中禅寺金谷ホテル」に改称。 接収時の1950年に焼失し再建。                                                              |